# Милан Макарић
Милан Макарић (Степановићево, Градска општина Нови Сад, 4. октобра 1995) српски је фудбалер који тренутно наступа за Хапоел Тел Авив.
После млађих категорија новосадске Војводине и позајмице локалном Пролетеру, Макарић је добио прилику у првом тиму матичког клуба. Међутим, већ након прве сезоне уследио је раскид уговора и одлазак. Надуго затим приступио је суботичком Спартаку и у тиму се усталио одмах по доласку. Како је нешто касније дошло до промене тренера и концепције игре чешће је добијао прилику са клупе. После неколико месеци без ангажмана потписао је за ОФК Бачку из Бачке Паланке где је током првих годину дана под уговором пружао променљиве партије. Полусезону је потом провео у Звијезди 09, са којом је био освајач Прве лиге Републике Српске. Вратио се у Бачку и ту под новим једногодишњим уговором почео да игра у нападу. Таква промена позиције допринела је да по окончању сезоне буде најпродуктивнији играч у тиму који није успео да задржи суперлигашки статус. Краћи период провео је у нишком Радничком и потом прешао у Радник из Сурдулице. Ту је наставио да игра у нападу те је имао допринос екипи и током сезоне 2019/20. која је услед епидемије ковида 19 прекинута, а затим завршена без доигравања. У сезони након тога Макарић је постигао 25 погодака чиме је изједначио дотадашњи рекорд у виду броја постигнутих погодака у једној сезони Суперлиге који је претходно поставио Александар Пешић. После наступа за неке од млађих репрезентативних узраста, Макарић је у јануару 2021. године дебитовао за сениорски национални тим Србије. У јулу исте године остварио је инострани трансфер у дански Олборг. Одатле је 2023. поново уступљен Раднику, а затим и бањалучком Борцу.

## Каријера

### Војводина
Макарић је фудбалом почео да се бави у родном Степановићеву, где је са шест година приступио локалном Омладинцу, док је касније био члан школе фудбала „Радивој Мика Радосав”. Затим је прошао млађе категорије Војводине, те је за омладинску селекцију тог клуба наступао до краја 2013. године. Почетком 2014. прослеђен је на позајмицу тадашњем прволигашу Пролетеру, где је провео други део такмичарске 2013/14. Током своје прве полусезоне у сениорском фудбалу, Макарић је одиграо 10 утакмица. По истеку позајмице, Макарић се вратио у матични клуб и одазвао се припремама првог тима код тренера Зорана Марића. Дебитовао је средином јула 2014. године, у поразу од 4 : 0 на гостовању екипи Тренчина током првог сусрета другог кола квалификација за Лигу Европе. Наступио је и у реваншу који је Војводина добила резултатом 3 : 0, услед чега је елиминисана из даљег такмичења. Макарић је у том двомечу носио дрес са бројем 5, док је за Суперлигу Србије касније лиценциран са бројем 16. Претходно потписавши трогодишњи професионални уговор, Макарић је почетком августа исте године представљен на конференцији за медије, заједно са вршњацима Елмиром Асанијем, Луком Гргићем и Ненадом Кочовићем. На отварању сезоне у српском шампионату, против ОФК Београда, Макарић је заменио Мијата Гаћиновића у 86. минуту игре, при резултату 3 : 0 за свој тим. У наредном колу чинио је трио везног реда свог тима на гостовању Младости у Лучанима, заједно са Мирком Иванићем и Марком Полетановићем, те је учествовао у акцији која је претходила победоносном поготку Лазара Веселиновића у 70. минуту. Почео је и сусрет са Црвеном звездом, док га је тренер Марић на неким наредним утакмицама користио као резервисту. У наставку сезоне постигао је два поготка. Најпре је био стрелац јединог гола своје екипе у поразу од Борца из Чачка на домаћем терену, док је нешто касније погодио и у победи од 2 : 0 над Радом. Поред 2 утакмице у квалификацијама за Лигу Европе и 15 у Суперлиги Србије, Макарић је наступио и у шеснаестини финала против Трепче. Средином јуна 2015. договорио је споразумни раскид уговора и напустио Војводину као слободан играч. У изјави за медије, неколико година касније, Макарић је рекао да му је то био најтежи моменат у каријери, јер није добио праву прилику у првом тиму матичног клуба.

### Спартак Суботица
Дана 25. јуна 2015. године Макарић је представљен као нови фудбалер суботичког Спартака. За клуб је дебитовао на отварању такмичарске 2015/16. у Суперлиги Србије у ремију без погодака са Радником из Сурдулице. Свој први погодак у дресу Спартака постигао је у победи од 2 : 0 над екипом Младости из Лучана у 3. колу. Поново је погодио против свог бившег клуба, Војводине, у 8. колу шампионата. Одмах затим, у наредном колу, Макарић је био стрелац и против Рада на Стадиону Краљ Петар Први, а упутио је и центаршут после којег је Владимир Ковачевић постигао други погодак за Спартак. До краја сезоне Макарић је погодио још против Црвене звезде у 12. колу. Пропустио је отварање пролећног дела сезоне, због акумулираних жутих картона, а до краја сезоне углавном је улазио у игру са клупе. Са Спартаком се такође пласирао и у полуфинале Купа Србије, одакле је суботичка екипа елиминисана после двомеча са Партизаном. Одазвао се припремама тренера Андреја Чернишова пред почетак сезоне 2016/17, а прву утакмицу те сезоне одиграо је у 5. колу када је био стрелац против ОФК Бачке из Бачке Паланке. Попут те утакмице, Макарић је у игру ушао са клупе и против Партизана, а нешто касније постигао је први погодак свог тима у победи од 2 : 1. У 7. колу је одиграо свих 90 минута у поразу од Војводине резултатом 5 : 0, а затим је у ремију са Јавором у Ивањици остао на клупи за резервне фудбалере. Средином септембра 2016. раскинуо је уговор са Спартаком, те је до краја календарске године био без ангажмана.

### Бачка Бачка Паланка
Средином јануара 2017. године, Макарић је приступио екипи ОФК Бачке из Бачке Паланке, потписавши са клубом једногодишњи уговор. Дебитовао је на отварању пролећног дела сезоне, када је Бачка поражена на гостовању Борцу у Чачку минималним резултатом. До краја сезоне наступио је укупно 12 пута, од чега је 6 пута био у првој постави, док је на преосталој половини утакмица које је одиграо на терен улазио са клупе за резервне фудбалере. У трећем колу наредне такмичарске године, Макарић је искључен у 78. минуту утакмице са Војводином. Главни арбитар на том сусрету, Новак Симовић, показао му је други жути картон због симулирања. Први погодак за Бачку постигао је у 10. колу, када је његова екипа претрпела пораз од Чукаричког на домаћем терену. Неколико дана касније наступио је у шеснаестини финала Купа Србије, против Мачве у Шапцу, где је домаћа екипа елиминисала Бачку после успешнијег извођења једанаестераца. Погодио је и у ремију 2 : 2 са Црвеном звездом почетком децембра. После истека уговорне обавезе, клуб је као слободан играч напустио крајем године.

#### Полусезона у Звијезди 09
Макарић је у марту 2018. године потписао уговор са Звијездом 09, учесником Прве лиге Републике Српске, до краја сезоне 2017/18. У том такмичењу дебитовао је средином истог месеца када је његова екипа остварила победу на гостовању Слоги у Добоју. Усталио се у постави свог новог клуба, а поред лигашких утакмица наступио је и на првој утакмици полуфинала Купа Босне и Херцеговине, где је Звијезду 09 елиминисала екипа Крупе. Након акумулираних жутих картона, Макарић није био у саставу против бањалучког Жељезничара. Одмах затим, у наредном колу, Макарић је постигао први погодак у победи од 3 : 0 над Славијом из Источног Сарајева. Учествовао је и у акцији која је претходила првом поготку Звијезде 09 на гостовању Дрини у Зворнику. Истог противника Звијезда је победила и у Станишићима, идентичним резултатом, а том приликом је Макарић био стрелац првог поготка. Погодио је и на затварању сезоне, против Текстилца у Дервенти, а са екипом Звијезде освојио је прво место на табели и остварио пласман у Премијер лигу Босне и Херцеговине. Макарић се одазвао и првој прозивци новог тренера Милана Ђуричића, али није договорио продужетак сарадње па је убрзо напустио клуб.
Одмах по одласку из Звијезде 09, Макарић се вратио у Бачку из Бачке Паланке. У другом колу, против свог бившег клуба Спартака, Макарић је постигао погодак и изнудио једанаестерац за победу Бачке резултатом 2 : 1. У извештају Спортског журнала изабран је за најбољег појединца сусрета. Два пута су над њим скривљени прекршаји у противничком казненом простору и у ремију са Напретком, које је са беле тачке реализовао Филип Бајић. Још један погодак постигао је у победи од 2 : 0 над Земуном у 24. колу, док је на истом сусрету претходно био и асистент код поготка Драгана Жарковића, после центаршута Николе Радовића. Тако је према оцени извештача Спортског журнала поново био играч утакмице. У победи од 5 : 1 над врањским Динамом, Макарић је постигао два поготка. На наредној утакмици, са екипом Пролетера, Макарић је у завршници првог полувремена добио други жути картон. Био је асистент и код јединог поготка Бачке у поразу од 5 : 1 на Чаиру, који је постигао Лука Мићић. Коначно, свој 5. погодак у Суперлиги Србије те сезоне постигао је против Мачве у 2. колу доигравања за опстанак. Минималним поразом од екипе Динама у последњем колу, Бачка је испала из такмичења. Уз 31 наступ у шампионату, Макарић је играо и у првом колу Купа Србије, против Будућности из Добановаца. После истека важења једногодишњег уговора, Макарић је напустио Бачку као слободан играч.

### Радник Сурдулица
Последњег дана маја 2019. године, Макарић је потписао двогодишњи уговор са Радничким из Ниша. Одмах се ставио на располагање тренеру Ненаду Лалатовићу, те је са Радничким прошао летње припреме. За клуб је дебитовао код тренера Сима Крунића у квалификацијама за Лигу Европе. Затим је на отварању сезоне 2019/20. у Суперлиги Србије, против Пролетера, седео на клупи.
Почетком августа исте године, Макарић је прешао у сурдулички Радник. Клуб је нешто раније напустио Игор Златановић, најбољи стрелац екипе у претходној сезони. Макарић је дебитовао у 3. колу Суперлиге, када је ушао у игру на полувремену утакмице са Чукаричким. Против Војводине није био у протоколу, док је на гостовању Инђији постигао једини погодак за Радник у поразу резултатом 2 : 1. Погодио је и из једанаестерца на сусрету са крушевачким Напретком, одиграном на Градском стадиону у Сурдулици, а који је завршен резултатом 1 : 4. Пенал је реализовао и у 11. колу, када је Радник победио ТСЦ из Бачке Тополе минималним резултатом. Ушавши у игру са клупе у осмини финала Купа Србије, при резултату 1 : 1, Макарић је постигао одлучујући погодак за пролаз свог клуба у наредну фазу такмичења. Против свог бившег клуба, Радничког на Чаиру, био је стрелац првог и асистент код другог поготка на сусрету, који је постигао Бобан Георгиев. У извештају Спортског журнала тада је оцењен као најбољи појединац догађаја. У ремију са Вождовцем, Макарић је био асистент код гола Филипа Станисављевића, а потом је био стрелац јединог поготка Радника у поразу од Спартака у Суботици. Против Инђије је асистирао Евгену Павлову за први, а касније на утакмици изнудио једанаестерац који је Немања Томић претворио у други погодак. Један погодак постигао је у ремију 2 : 2 са шабачком Мачвом, док је гостовање ТСЦ-у пропустио због парних жутих картона. Недуго затим, такмичење је обустављено. Макарић је у наставку сезоне најпре погодио у поразу од Црвене звезде, а затим и од нишког Радничког у претпоследњем колу.
На почетку нове такмичарске сезоне, Макарић је био двоструки стрелац у победи над Вождовцем на крову Тржног центра. Одмах затим, у другом колу, био је стрелац и асистент у поразу од лучанске Младости на домаћем терену. После неколико утакмица без конкретног учинка, Макарић је поново био стрелац у 9. колу против Рада. У наредном колу је постигао свој први хет трик у сезони, у победи на гостовању Златибору на Градском стадиону у Ужицу. Током наредна два кола најпре је реализовао једанаестерац за минималну победу над својим бившим клубом Бачком, а затим и у ремију са екипом Металца у Горњем Милановцу. У међувремену је изостао из састава Радника за сусрет шеснаестине финала Купа Србије са новосадским Кабелом. На гостовању Радничком на Чаиру, Макарић је био стрелац јединог поготка за минималну победу свог тима, а затим је погодио из пенала и уписао две асистенције за победу од 3 : 0 над Мачвом. Такав учинак допринео је да буде изабран за најбољег играча 15. кола Суперлиге Србије. У осмини финала Купа Србије, против Чукаричког када је у игру ушао са клупе, најпре је учествовао у акцији која је претходила изједначујућем поготку Евгена Павлова, а затим постигао одлучујући гол у пенал-серији. До краја календарске 2020. погодио је још на Градском стадиону у Сенти, где је Радник као гостујући тим победио ТСЦ из Бачке Тополе. На отварању другог дела сезоне, Макарић је био стрелац у ремију 1 : 1 са Вождовцем. Одмах затим, прецизан са беле тачке био је против Младости у Лучанима, док је на трећој узастопној утакмици погодио и против крушевачког Напретка. Још два гола постигао је у победи од 4 : 1 над Новим Пазаром. Био је асистент код гола Немање Суботића за минималну победу на гостовању Инђији, те у ремију 2 : 2 са Војводином у Сурдулици. У међувремену је био стрелац у регуларном делу, а затим у и пенал-серији против ТСЦ-а, после које је Радник изборио пласман у полуфинале Купа Србије. Поново је два пута био стрелац на сусрету са Златибором у 29. колу. Макарић је такође учествовао у акцијама код оба поготка свог тима у победи на гостовању у Бачкој Паланци, док је једном погодио и у поразу од Металца на домаћем терену. Радник је заустављен у полуфиналу Купа Србије, када је Макарић постигао једини погодак за Радник у поразу 2 : 1 од Црвене звезде. Свој други хет трик у сезони уписао је на гостовању Мачви, а уз то је забележио и асистенцију, те је тако поново изабран за играча кола. Оба поготка постигао је и у наредном колу, када је Радник победио Спартак резултатом 2 : 0. Тиме је стигао до цифре од 25 погодака у лигашком делу сезоне, чиме се изједначио са рекордом Александра Пешића из такмичарске 2017/18. Тај учинак задржао је до краја сезоне. У последњем колу, на гостовању Чукаричком, Макарић је асистирао Милошу Спасићу за једини погодак Радника у поразу резултатом 2 : 1 на Бановом брду. По завршетку утакмице уручен му је Трофеј Слободан Сантрач, намењен најбољем стрелцу Суперлиге.

### Олборг
Дана 16. јула 2021. године, Макарић је представљен као нови играч данског фудбалског клуба Олборга. У свом новом клубу такође је задужио дрес са бројем 9. Портал Моцартспорт пренео је да је Раднику припало пола милиона евра на име обештећења. У Суперлиги Данске дебитовао је 24. јула, када је његов нови тим претрпео минимални пораз од Мидтјиланда на домаћем терену. Макарић је тада у игру ушао са клупе за резервне фудбалере, заменивши на терену Матијаса Роса у 79. минуту сусрета. По први пут се нашао у стартној постави своје екипе у 4. колу, када је Олгорг на свом терену победио Орхус резултатом 2 : 0. Играо је до 77. минута после чега га је заменио Тим Прица. Свој први погодак за Олгборг Макарић је постигао на гостовању Рандерсу у 6. колу Суперлиге Данске, завршеном резултатом 1 : 1. Последњег дана августа, Макарић је био двоструки стрелац, те асистент код још два поготка у другом колу Купа Данске. У наредној фази истог такмичења, Макарић је погодио и против Лингбија. Против екипе Сендерјиске Макарић је био стрелац и асистент у победи од 4 : 0. Током репрезентативне паузе у октобру, Макарић је наступио за резервну екипу. Крајем месеца је погодио у поразу од Виборга на домаћем терену, а затим и у ремију са Рандерсом 7. новембра. Неколико дана касније наступио је и против резервиста тог тима. На сусрету 20. кола Суперлиге Данске, када је противник био Вајле, Макарић је остао на клупи за резервне фудбалере и није улазио у игру. На обе утакмице које су уследиле до краја марта 2022, Макарић је по једном био стрелац у победама над Оденсеом и Брендбијем. Током репрезентативне паузе погодио је и на контролном сусрету са друголигашем Вендсиселом. У доигравању за титулу, Макарић је погодио на оба сусрета са Рандерсом, док је у поразу на гостовању Силкеборгу био двоструки асистент. Сезону у Суперлиги Данске окончао је уз учинак од 8 постигнутих погодака. Ушавши са клупе, Макарић је у 3. колу такмичарске 2022/23. асистирао за једини погодак свог тима у поразу од Силкеборга, резултатом 3 : 1. Наредног дана је наступио за резервну екипу свог клуба, која је такође изгубила од истог противника.

#### Позајмица Раднику
Након полусезоне у којој је изгубио место у тиму Олборга, Макарић је одлучио да се врати у сурдулички Радник на позајмицу до краја такмичарске 2022/23. Наступио је на првој утакмици у Суперлиги Србије у 2023. години, када је Радник претпео минимални пораз од Колубаре у Лазаревцу. У следећем колу је промашио једанаестерац на сусрету с екипом лучанске Младости. Макарић је био асистент код поготка Зорана Даноског у ремију с Војводином на Стадиону Карађорђе. Учествовао је у акцији пре другог поготка Радника у победи над Вождовцем у наредном колу. Тада се лопта од њега одбила ка стрелцу гола, Тарасу Бондаренку. Макарић је забележио асистенцију за први погодак у победи над Партизаном у 27. колу, чији је стрелац био Андрија Радуловић. Макарић је био стрелац на сусрету претпоследњег кола у сезони, против Колубаре, али му је тај погодак поништен због недозвољене позиције. Свој једини погодак за клуб у сезони постигао је у реванш сусрету баража за опстанак. Макарић је тада био стрелац за коначних 2 : 0 против Графичара, чиме је Радник задржао свој статус након 1 : 1 из прве утакмице.

#### Позајмица Борцу
Половином јула 2023. Макарића је ангажовао бањалучки Борац. У клуб је стигао на једногодишњу позајмицу из данског Олборга. Дебитовао је на првој утакмици другог кола квалификација за Лигу конференције, против Аустрије у Бечу, заменивши на терену Јова Лукића у 63. минуту. Сусрет је завршен резултатом 1 : 0, пошто је Харис Табаковић у завршници погодио за минималну победу домаћих. У реваншу, на Градском стадиону у Бањој Луци, Макарић је играо до 57. минута када је уместо њега у игру ушао Стојан Врањеш. Бањалучки састав је након тог двомеча елиминисан из даљег такмичења укупним резултатом 3 : 1. После одлагања уводних утакмица у Премијер лиги Босне и Херцеговине због обавеза у европском такмичењу, Макарић је наступио у трећем колу када је Борац поражен од Жељезничара. У наредном колу, учинком од два гола уз асистенцију, Макарић је допринео победи над Игманом из Коњица. Одмах затим је погодио и на следећој утакмици, против Слоге из Добоја. На трећем узастопном првенственом сусрету, Макарић је био стрелац и против Звијезде 09. У пенал-серији против бијељинског Радника, у другом колу Купа Републике Српске Макарић је погодио као четврти извођач по реду. Борац је тада испао резултатом 5 : 4, након што је регуларни део утакмице завршен 1 : 1.

## Репрезентација
Макарић је током 2015. наступао за репрезентацију Србије у узрасту до 20 година старости, код селектора Вељка Пауновића, али је изостављен са списка путника на Светско првенство, које је одржано на Новом Зеланду у јуну те године, на ком је Србија освојила златну медаљу. Крајем исте године, Макарић је наступио за селекцију Србије до 23 године, на пријатељској утакмици против Катара. Вршилац дужности селектора, Илија Столица, средином јануара 2021. објавио је списак играча за турнеју репрезентације Србије, међу којима је позван и Макарић. Дебитовао је истог месеца на пријатељском сусрету са Доминиканском Републиком у Санто Домингу, ушавши у игру уместо Ненада Лукића на полувремену. Услед поштеде стандардних репрезентативаца са првобитног списка, селектор Драган Стојковић је Макарића последњег дана маја 2021. накнадно уврстио међу путнике на турнеју у Азији. На сусрету са Јамајком, 7. јуна те године, Макарић је одиграо друго полувреме, ушавши у игру уместо Жељка Гаврића. Неколико дана касније, Макарић је наступио у првом делу сусрета са Јапаном, док га је у наставку заменио Милош Вулић.

## Начин игре

### Развој и професионални почеци
Макарић је 185 центиметара високи фудбалер који наступа у нападу. Он је, међутим, у млађим узрастима и на почетку професионалне каријере углавном играо у везном реду. Прикључен је омладинској екипи годину дана старијег узраста коју је водио Милан Косановић. У саставу се усталио након преласка Небојше Косовића међу првотимце, те је као централни везни током сезоне 2012/13. имао значајнији допринос у освајању Омладинске лиге Србије. У првом делу наредне сезоне на неким сусретима носио је и капитенску траку. Прве сениорске утакмице одиграо је у Првој лиги Србије, током позајмице у Пролетеру. Потом је прикључен првом тиму, где је на својој тадашњој позицији добио прилику код тренера Зорана Марића. Међутим, након уводних утакмица у сезони, касније је имао мању минутажу. Тако је на сусрету са Напретком прилику добио после повреде Мирка Иванића, али је на истој утакмици замењен. Тренер је своју одлуку образложио тиме да је желео посед лопте, али да његове замисли нису остварене. Прилику је касније добијао и у ротацији код тренера Златомира Загорчића, али се није усталио у саставу па је на крају сезоне раскинуо уговор и напустио клуб. Недуго затим, лета 2015. године у суботичком Спартаку је представљен као задњи везни. Тако је код тренера Стевана Мојсиловића био један од запаженијих играча у саставу Спартака током првог дела такмичарске 2015/16. Променом тренера и доласком Андреја Чернишова на место шефа стручног штаба касније се променила и Макарићева улога у тиму. Прилику је у наставку сезоне углавном добијао нешто истуреније, неретко као замена. Слично је било и наредне сезоне, када је Макарић на две од три одигране утакмице у игру ушао са клупе и на обе био стрелац.

### Каснији наступи
Доласком у екипу Бачке, Макарић је представљен као везни играч, те је у наредном периоду наступао на готово свим позицијама у средини терена. У пролећном делу Суперлиге Србије за такмичарску 2016/17, Макарић је 6 пута почињао сусрете и на сваком од њих Бачка је поражена. Те сезоне је за свој нови клуб наступио укупно 12 пута и није се уписивао у листу стрелаца. Наредне сезоне почео је да игра у предњој везној линији, у средини или по боку. Од 20 утакмица колико је одиграо, Бачка је на 10 остала непоражена, укључујући и сусрет са Црвеном звездом када је Макарић био стрелац. Током пролећа 2018. године био је један од носилаца игре Звијезде 09, освојивши са екипом прво место на табели Прве лиге Републике Српске. Након повратка у Бачку, Макарић је током сезоне 2018/19. по први пут у професионалној каријери задужио дрес са бројем 9. Услед проблема са повредама неких играча, тиму је недостајао изразити нападач, те је Макарић код тренера Дејана Челара почео да игра ближе противничком голу. Те сезоне је био стрелац 5 погодака и асистент код још 6, те је био најпродуктивнији појединац екипе која је испала из Суперлиге. На представљању у екипи Радничког Макарић је описан као фудбалер који је био најбољи играч и вођа свог бившег тима. Тада је назначено да се најбоље сналази на позицијама класичног и бочног нападача. У изјави за медије Макарић је рекао да га је Симо Крунић, који га је тренирао у Радничком, а касније и Раднику из Сурдулице померио у шпиц напада. После краћег периода адаптације, Макарић се и у Раднику усталио у постави током такмичарске 2019/20. Потпуну афирмацију као нападач стекао је наредне сезоне, током које се остварио као најбољи стрелац Суперлиге Србије под вођством тренера Славољуба Ђорђевића. Постигао је укупно 25 погодака, од чега 6 из једанаестераца и 1 из слободног ударца. Током сезоне забележио је и већи број асистенција. У извештајима Спортског журнала 10 пута је оцењен као играч утакмице. По окончању сезоне уручен му је Трофеј Слободан Сантрач, док су његови најближи пратиоци Такума Асано, Ненад Лукић и Милан Бојовић постигли по 18 погодака. У разговорима са представницима медија, напоменуо је да је утицај на његов напредак имао и тренер Предраг Ранђеловић, иначе некадашњи нападач. Макарић је током пролећа 2021. процењен као највреднији фудбалер Радника на тржишту.

## Статистика

### Клупска
Ажурирано 5. марта 2024.
|                               |          |                                   |     |    |    |   |   |   |   |   |     |    |  |  |
| Пролетер Нови Сад (позајмица) | 2013/14. | Прва лига Србије                  | 10  | 0  | —  | — | — | — | — | — | 10  | 0  |  |  |
|                               |          |                                   |     |    |    |   |   |   |   |   |     |    |  |  |
| Војводина                     | 2014/15. | Суперлига Србије                  | 15  | 2  | 1  | 0 | 2 | 0 | — | — | 18  | 2  |  |  |
|                               |          |                                   |     |    |    |   |   |   |   |   |     |    |  |  |
| Спартак Суботица              | 2015/16. | Суперлига Србије                  | 25  | 4  | 4  | 0 | — | — | — | — | 29  | 4  |  |  |
| Спартак Суботица              | 2016/17. | Суперлига Србије                  | 3   | 2  | —  | — | — | — | — | — | 3   | 2  |  |  |
| Спартак Суботица              | Укупно   | Укупно                            | 28  | 6  | 4  | 0 | — | — | — | — | 32  | 6  |  |  |
|                               |          |                                   |     |    |    |   |   |   |   |   |     |    |  |  |
| Звијезда 09                   | 2017/18. | Прва лига Републике Српске        | 14  | 3  | 1  | 0 | — | — | — | — | 15  | 3  |  |  |
|                               |          |                                   |     |    |    |   |   |   |   |   |     |    |  |  |
| Бачка Бачка Паланка           | 2016/17. | Суперлига Србије                  | 12  | 0  | —  | — | — | — | — | — | 12  | 0  |  |  |
| Бачка Бачка Паланка           | 2017/18. | Суперлига Србије                  | 20  | 2  | 1  | 0 | — | — | — | — | 21  | 2  |  |  |
| Бачка Бачка Паланка           | 2018/19. | Суперлига Србије                  | 31  | 5  | 1  | 0 | — | — | — | — | 32  | 5  |  |  |
| Бачка Бачка Паланка           | Укупно   | Укупно                            | 63  | 7  | 2  | 0 | — | — | — | — | 65  | 7  |  |  |
|                               |          |                                   |     |    |    |   |   |   |   |   |     |    |  |  |
| Раднички Ниш                  | 2019/20. | Суперлига Србије                  | 0   | 0  | —  | — | 1 | 0 | — | — | 1   | 0  |  |  |
|                               |          |                                   |     |    |    |   |   |   |   |   |     |    |  |  |
| Радник Сурдулица              | 2019/20. | Суперлига Србије                  | 24  | 8  | 3  | 1 | — | — | — | — | 27  | 9  |  |  |
| Радник Сурдулица              | 2020/21. | Суперлига Србије                  | 38  | 25 | 3  | 2 | — | — | — | — | 41  | 27 |  |  |
|                               |          |                                   |     |    |    |   |   |   |   |   |     |    |  |  |
| Олборг                        | 2021/22. | Суперлига Данске                  | 30  | 8  | 3  | 3 | — | — | — | — | 33  | 11 |  |  |
| Олборг                        | 2022/23. | Суперлига Данске                  | 7   | 0  | 0  | 0 | — | — | — | — | 7   | 0  |  |  |
| Олборг                        | Укупно   | Укупно                            | 37  | 8  | 3  | 3 | — | — | — | — | 40  | 11 |  |  |
|                               |          |                                   |     |    |    |   |   |   |   |   |     |    |  |  |
| Радник Сурдулица (позајмица)  | 2022/23. | Суперлига Србије                  | 18  | 0  | 1  | 0 | — | — | 2 | 1 | 21  | 1  |  |  |
| Радник Сурдулица (позајмица)  | Укупно   | Укупно                            | 80  | 33 | 7  | 3 | — | — | 2 | 1 | 89  | 37 |  |  |
|                               |          |                                   |     |    |    |   |   |   |   |   |     |    |  |  |
| Борац Бања Лука (позајмица)   | 2023/24. | Премијер лига Босне и Херцеговине | 17  | 4  | 3  | 0 | 2 | 0 | 1 | 0 | 23  | 4  |  |  |
|                               |          |                                   |     |    |    |   |   |   |   |   |     |    |  |  |
| Каријера                      | Каријера | Каријера                          | 264 | 63 | 21 | 6 | 5 | 0 | 3 | 1 | 293 | 70 |  |  |
|                               |          |                                   |     |    |    |   |   |   |   |   |     |    |  |  |

### Утакмице у дресу репрезентације
| Репрезентација Србије у узрасту до 20 година старости | Репрезентација Србије у узрасту до 20 година старости                    | Репрезентација Србије у узрасту до 20 година старости                    | Репрезентација Србије у узрасту до 20 година старости                    | Репрезентација Србије у узрасту до 20 година старости                    | Репрезентација Србије у узрасту до 20 година старости                    | Репрезентација Србије у узрасту до 20 година старости                    | Репрезентација Србије у узрасту до 20 година старости | Репрезентација Србије у узрасту до 20 година старости | Репрезентација Србије у узрасту до 20 година старости |
| #                                                     | Датум                                                                    | Такмичење                                                                | Локација                                                                 | Домаћин                                                                  | Резултат                                                                 | Гост                                                                     | Мин.                                                  | Гол                                                   | Реф.                                                  |
| ----------------------------------------------------- | ------------------------------------------------------------------------ | ------------------------------------------------------------------------ | ------------------------------------------------------------------------ | ------------------------------------------------------------------------ | ------------------------------------------------------------------------ | ------------------------------------------------------------------------ | ----------------------------------------------------- | ----------------------------------------------------- | ----------------------------------------------------- |
| 1.                                                    | 26. март 2015.                                                           | Пријатељска утакмица                                                     | Стадион Чукаричког, Баново брдо                                          | Србија                                                                   | 6 : 0                                                                    | Мјанмар                                                                  | 27'                                                   |                                                       | [ 270 ]                                               |
| 2.                                                    | 29. март 2015.                                                           | Пријатељска утакмица                                                     | Кућа фудбала, Стара Пазова                                               | Србија                                                                   | 3 : 0                                                                    | Мјанмар                                                                  | 45'                                                   |                                                       | [ 271 ]                                               |
| 3.                                                    | 21. април 2015.                                                          | Пријатељска утакмица                                                     | Кућа фудбала, Стара Пазова                                               | Србија                                                                   | 2 : 1                                                                    | Хондурас                                                                 | 45'                                                   |                                                       | [ 272 ]                                               |
| 3                                                     | Укупан број утакмица, постигнутих погодака и минута проведених на терену | Укупан број утакмица, постигнутих погодака и минута проведених на терену | Укупан број утакмица, постигнутих погодака и минута проведених на терену | Укупан број утакмица, постигнутих погодака и минута проведених на терену | Укупан број утакмица, постигнутих погодака и минута проведених на терену | Укупан број утакмица, постигнутих погодака и минута проведених на терену | 117                                                   | 0                                                     |                                                       |

| Репрезентација Србије у узрасту до 23 године старости | Репрезентација Србије у узрасту до 23 године старости                    | Репрезентација Србије у узрасту до 23 године старости                    | Репрезентација Србије у узрасту до 23 године старости                    | Репрезентација Србије у узрасту до 23 године старости                    | Репрезентација Србије у узрасту до 23 године старости                    | Репрезентација Србије у узрасту до 23 године старости                    | Репрезентација Србије у узрасту до 23 године старости | Репрезентација Србије у узрасту до 23 године старости | Репрезентација Србије у узрасту до 23 године старости |
| #                                                     | Датум                                                                    | Такмичење                                                                | Локација                                                                 | Домаћин                                                                  | Резултат                                                                 | Гост                                                                     | Мин.                                                  | Гол                                                   | Реф.                                                  |
| ----------------------------------------------------- | ------------------------------------------------------------------------ | ------------------------------------------------------------------------ | ------------------------------------------------------------------------ | ------------------------------------------------------------------------ | ------------------------------------------------------------------------ | ------------------------------------------------------------------------ | ----------------------------------------------------- | ----------------------------------------------------- | ----------------------------------------------------- |
| 1.                                                    | 22. децембар 2015.                                                       | Пријатељска утакмица                                                     | Херез де ла Фронтера, Шпанија                                            | Катар                                                                    | 0 : 3                                                                    | Србија                                                                   | 20'                                                   |                                                       | [ 219 ]                                               |
| 1                                                     | Укупан број утакмица, постигнутих погодака и минута проведених на терену | Укупан број утакмица, постигнутих погодака и минута проведених на терену | Укупан број утакмица, постигнутих погодака и минута проведених на терену | Укупан број утакмица, постигнутих погодака и минута проведених на терену | Укупан број утакмица, постигнутих погодака и минута проведених на терену | Укупан број утакмица, постигнутих погодака и минута проведених на терену | 20                                                    | 0                                                     |                                                       |

| Фудбалска репрезентација Србије | Фудбалска репрезентација Србије                                          | Фудбалска репрезентација Србије                                          | Фудбалска репрезентација Србије                                          | Фудбалска репрезентација Србије                                          | Фудбалска репрезентација Србије                                          | Фудбалска репрезентација Србије                                          | Фудбалска репрезентација Србије | Фудбалска репрезентација Србије | Фудбалска репрезентација Србије |
| #                               | Датум                                                                    | Такмичење                                                                | Локација                                                                 | Домаћин                                                                  | Резултат                                                                 | Гост                                                                     | Мин.                            | Гол                             | Реф.                            |
| ------------------------------- | ------------------------------------------------------------------------ | ------------------------------------------------------------------------ | ------------------------------------------------------------------------ | ------------------------------------------------------------------------ | ------------------------------------------------------------------------ | ------------------------------------------------------------------------ | ------------------------------- | ------------------------------- | ------------------------------- |
| 1.                              | 25. јануар 2021.                                                         | Пријатељска утакмица                                                     | Олимпијски стадион Феликс Санчез, Санто Доминго                          | Доминиканска Република                                                   | 0 : 0                                                                    | Србија                                                                   | 45'                             |                                 | [ 221 ]                         |
| 2.                              | 7. јун 2021.                                                             | Пријатељска утакмица                                                     | Стадион у Микију, Префектура Хјого, Јапан                                | Србија                                                                   | 1 : 1                                                                    | Јамајка                                                                  | 45'                             |                                 | [ 224 ]                         |
| 3.                              | 11. јун 2021.                                                            | Пријатељска утакмица                                                     | Стадион Мисаки Парк, Кобе                                                | Јапан                                                                    | 1 : 0                                                                    | Србија                                                                   | 45'                             |                                 | [ 225 ]                         |
| 3                               | Укупан број утакмица, постигнутих погодака и минута проведених на терену | Укупан број утакмица, постигнутих погодака и минута проведених на терену | Укупан број утакмица, постигнутих погодака и минута проведених на терену | Укупан број утакмица, постигнутих погодака и минута проведених на терену | Укупан број утакмица, постигнутих погодака и минута проведених на терену | Укупан број утакмица, постигнутих погодака и минута проведених на терену | 135                             | 0                               | [ 273 ]                         |

## Трофеји, награде и признања

### Екипно
Звијезда 09
- Прва лига Републике Српске: 2017/18.[76]

### Појединачно
- Играч кола у Суперлиги Србије (2)

1. Суперлига Србије за сезону 2020/21, 15. коло против Мачве, учинак од једног поготка и две асистенције[141]
2. Суперлига Србије за сезону 2020/21, 34. коло против Мачве, када је постигао хет трик и забележио једну асистенцију[166]

- Најбољи стрелац Суперлиге Србије за сезону 2020/21.[274]
- Трофеј Слободан Сантрач за сезону 2020/21.[171]
- Трофеј Драгутина Костића за такмичарску 2020/21.[18]

## Збирни извори
1. ↑  [1][4][6][7][8][9][10][11]
[12][13][14][15][16][17][18][19]
2. ↑  [6][21][22][23]
3. ↑  [29][30][31]
4. ↑  [33][34][35]
5. ↑  [43][44][45]
6. ↑  [60][61][62]
7. ↑  [92][93][94]
8. ↑  [109][110][111][112][113][114][115]
9. ↑  [116][117][118]
10. ↑  [144][145][146]
11. ↑  [156][157][158][159]
12. ↑  [160][161][162]
13. ↑  [186][187][188]
14. ↑  [189][190][191]
15. ↑  [195][196][197][198]
16. ↑  [52][53][54][227]
17. ↑  [233][234][235]
18. ↑  [169][171][247][248]
19. ↑  [265][266][267]